# 清都ありさ
清都 ありさ（きよと ありさ、1989年11月7日 - ）は、日本の女性声優。アクロスエンタテインメント所属。兵庫県出身。

## 経歴
総合学園ヒューマンアカデミー卒業。

## 人物
趣味・特技はトランペット、水泳、シュウマイ、餃子をはやく作る。

## 出演
太字はメインキャラクター。

### テレビアニメ
2012年
- 超速変形ジャイロゼッター（2012年 - 2013年、美輪沙斗理、ジコラン）

2013年
- カーニヴァル（カナ、メイド、子供）
- 銀の匙 Silver Spoon（末広実郷）

2014年
- ソードアート・オンラインII（合成音声）
- 魔法少女大戦（女子高生C）
- 遊☆戯☆王ARC-V（光津真澄）

2015年
- Go!プリンセスプリキュア（瀬川ひとみ）
- ログ・ホライズン2（あるみー、魔導技師）

2016年
- JELLY JAMM（リタ）
- 少年メイド（音楽番組の司会者）
- ディバインゲート（ケイ）
- 夏目友人帳 伍（クロサキナナコ）
- ヘヴィーオブジェクト（お掃除サービス）
- 学園ハンサム（店員、アナウンサー、猫、子供2）

2017年
- ナナマル サンバツ（ゲームアナウンス）
- DYNAMIC CHORD（テレビ司会者）
- TSUKIPRO THE ANIMATION（番組アシスタント）

2018年
- 魔法使いの嫁（2018年 - 2023年、リャナン・シー、妖怪、生徒） - 2シリーズ
- 怪獣娘 〜ウルトラ怪獣擬人化計画〜（ノイズラー）
- デビルズライン（女子学生、お天気お姉さん）
- 鬼灯の冷徹（女鬼、兎）
- ONE PIECE（モヒカン君）
- 軒轅剣 蒼き曜（殷寧の母）
- バキ（ナース）
- 妖怪ウォッチ シャドウサイド（セイラ）

2019年
- ブギーポップは笑わない（草津秋子）
- ケムリクサ（りつ）

2020年
- ドラえもん（テレビ朝日版第2期）（児童）
- イエスタデイをうたって（教師）
- おばけずかん（2020年 - 2022年、ヒロシの妹、先生、おこさまままいす、かだんのローザさん 他） - 2シリーズ

2021年
- 憂国のモリアーティ（少年）
- ヴァニタスの手記（2021年 - 2022年、ノックス、ジル） - 2シリーズ
- 出会って5秒でバトル（女友達）
- ぐんまちゃん（フランソワーズ、宇宙フランソワーズ）

2022年
- 王様ランキング（世話係）
- SPY×FAMILY（2022年 - 2023年、ケン、イーデン校生徒） - 3シリーズ

2023年
- ゴー!ゴー!びーくるずー（キュルン、キリンの子、くまの子）
- アイドルマスター シンデレラガールズ U149（AD）
- 葬送のフリーレン（シュタルク〈幼少期〉）

2024年
- BLEACH 千年血戦篇-相剋譚-（ネリエル・トゥ・オーデルシュヴァンク）

2025年
- 薬屋のひとりごと（下女、女の子）
- 神椿市建設中。（谷置苓南）

### 劇場アニメ
- 遊☆戯☆王 THE DARK SIDE OF DIMENSIONS（2016年）
- 映画 プリキュアドリームスターズ!（2017年、瀬川ひとみ）
- 映画 妖怪ウォッチ FOREVER FRIENDS（2018年）
- ヴァージン・パンク Clockwork Girl（2025年、園児[20]）

### Webアニメ
- ヴァンパイア・イン・ザ・ガーデン （2022年、少女）

### ゲーム
2013年
- 超速変形ジャイロゼッター アルバロスの翼（ジコラン）

2014年
- 幻獣姫（リディア、神近奈緒）
- 青春姫 SCHOOL PRINCESS（田中美緒）
- 魔法少女大戦Lock on!（ルイ)
- 魔法少女大戦 ZANBATSU（阪本たまえ）

2015年
- かんぱに☆ガールズ（アイシャ・ウェイン、カリス・メイ、ミコト・キサラギ、アシュテナ・ロッテ）
- たんさくえすと!（ゆきか）
- PROJECT X ZONE 2:BRAVE NEW WORLD（キャロル、ブレンダ、十八、八十八）
- ポイッとヒーロー(エレナ、マリエル、タピオ、ヴリトラ)

2016年
- 誰ガ為のアルケミスト（デネブ）
- バンドやろうぜ!
- ファントム オブ キル（フォルカス）
- ブレイブソード×ブレイズソウル（ヘカトンケイル）
- 放課後ガールズトライブ （赤屋敷ソフィア）
- 遊☆戯☆王デュエルモンスターズ 最強カードバトル!（ライト月子）

2017年
- CARAVAN STORIES（アロティ）

2018年
- モン娘☆は〜れむ（ノイズラー）

2019年
- モンスターストライク（2019年 - 2025年、ベビーアーク〈ベビーアーク団〉、コンプレックス、パレシー、アセナ、ブライセーナ、ボンデラックス）

2020年
- 龍が如く7 光と闇の行方
- 東方LostWord（パチュリー・ノーレッジ、十六夜咲夜、アリス・マーガトロイド、メディスン・メランコリー、ルナチャイルド）

2021年
- LOST JUDGMENT 裁かれざる記憶（恵子）
- 鬼滅の刃 ヒノカミ血風譚（隠C）

2024年
- 龍が如く8
- ファントム オブ キル -オルタナティブ・イミテーション-（フォルカス）

2025年
- 龍が如く8外伝 Pirates in Hawaii
- BLEACH Rebirth of Souls（ネリエル・トゥ・オーデルシュヴァンク）

### ドラマCD
- 少年王女 ドラマCD第2巻（2016年、ニコラ）
- Trinity Tempo（2016年、水川すみれ[37]）
- ひだまりが聴こえる-幸福論-（2017年、級友）
- ノベル＆ドラマCDブック『愛を叫べ!怪獣娘!?』〜ウルトラ怪獣擬人化計画〜（2018年、ノイズラー）

### 吹き替え
- 54 フィフティ★フォー（マリオ）※Netflix版

### ラジオ
※はインターネット配信。
- 由佳・ありさ・未奈美のMラジ!!（2014年 - 2017年、超!A&G+※・マリン・エンタテインメント※）
- ステキ情報バラエティ 発信!もいとろ君（2014年 - 2016年、超!A&G+※）

### デジタルコミック
- 身ごもり契約花嫁〜ご執心社長に買われて愛を孕みました〜（久谷まどか）

### 映画
- 時には昔の話を/森山周一郎 声優と呼ばれた俳優（2022年、ナレーション）[38]

### 舞台
- 初恋企画『恋椿／アオときびなご』
- クリームソーダ presents Vol.3“COMEDY”『ワンルーム☆ワンダフル』

### その他コンテンツ
- フジテレビ動画サイト『見参楽!（みさんが）元気いっぱい!チョコラボ大作戦』
- 2.5次元てれび（リポーターズ候補生）
- ラジオ朗読劇「マギカルト芸術祭編」（流ユリナ）（2021年、ラジオ関西）
- MOKURI〜ア・ピアチュール音楽祭〜（2021年、フューラ[39]）

## ディスコグラフィ

### キャラクターソング
| 発売日        | 商品名                                      | 歌                                                                                     | 楽曲                                         | 備考                                         |
| ------------- | ------------------------------------------- | -------------------------------------------------------------------------------------- | -------------------------------------------- | -------------------------------------------- |
| 2016年2月20日 | TrinityTempoドラマCD1 チーム：ブーケ        | チーム:ブーケ                                                                          | 「BLOOM UP!!」                               | 『Trinity Tempo』関連曲                      |
| 2017年8月17日 | ファントム♥パラディーゾ                     | アスカロン（戸田めぐみ）、フォルカス（清都ありさ）、ムラマサ（内田愛美）               | 「ファントム♥パラディーゾ」                  | ゲーム『ファントム オブ キル』テーマソング   |
| 2019年3月20日 | INDETERMINATE UNIVERSE                      | りん（小松未可子）、りつ（清都ありさ）、りな（鷲見友美ジェナ）                         | 「INDETERMINATE UNIVERSE（ケムリクサ.ver）」 | テレビアニメ『ケムリクサ』関連曲             |
| 2019年8月21日 | ケムリクサ ミュージックコレクションアルバム | ゆうゆ feat.ケムリクサ、りん（小松未可子）、りつ（清都ありさ）、りな（鷲見友美ジェナ） | 「INDETERMINATE UNIVERSE」                   | テレビアニメ『ケムリクサ』エンディングテーマ |
| 2019年8月21日 | ケムリクサ ミュージックコレクションアルバム | りつ（清都ありさ）                                                                     | 「INDETERMINATE UNIVERSE」                   | テレビアニメ『ケムリクサ』関連曲             |
| 2020年6月4日  | Miss ID                                     | フォルカス（清都ありさ）                                                               | 「Miss ID」                                  | ゲーム『ファントム オブ キル』関連曲         |

### ユニットメンバー
1. ↑  春日桜映（千本木彩花）、水川すみれ（清都ありさ）、芳野香蓮（高橋未奈美）

### シリーズ一覧
1. ↑  SEASON1（2018年）、SEASON2（2023年）
2. ↑  第1期（2020年）、第2期『おばけずかん!』（2022年）
3. ↑  第1クール（2021年）、第2クール（2022年）
4. ↑  Season 1:第1クール（2022年）、Season 1:第2クール（2022年）、Season 2（2023年）